# أوبليس كارقندا
أوبليس كراغندي (كازاخية : Қарағанды облысы، كراغندي أوبليسي) (روسية : Карагандинская область، كراغندينسكاي أوبلاست) هو أكبر مقاطعة في كازاخستان (428000 كم²).
عاصمته الإدارية مدينة كراغندي (بالروسية : كراغاندا). يُقدّر عدد سكانه ب 1411700 ساكن.
تنقسم المنطقة إدارياً إلى تسع مقاطعات والمدن والبلدات ذات الأهمية الأوبلاستية كاراجندا وبلخاش وجيزكازجان وكارازال وساران وشختنسك وتيميرتاو.

## أعلام
- إنغا دودتشينكو